# Wolfwil
Wolfwil is een gemeente en plaats in het Zwitserse kanton Solothurn en maakt deel uit van het district Gäu.

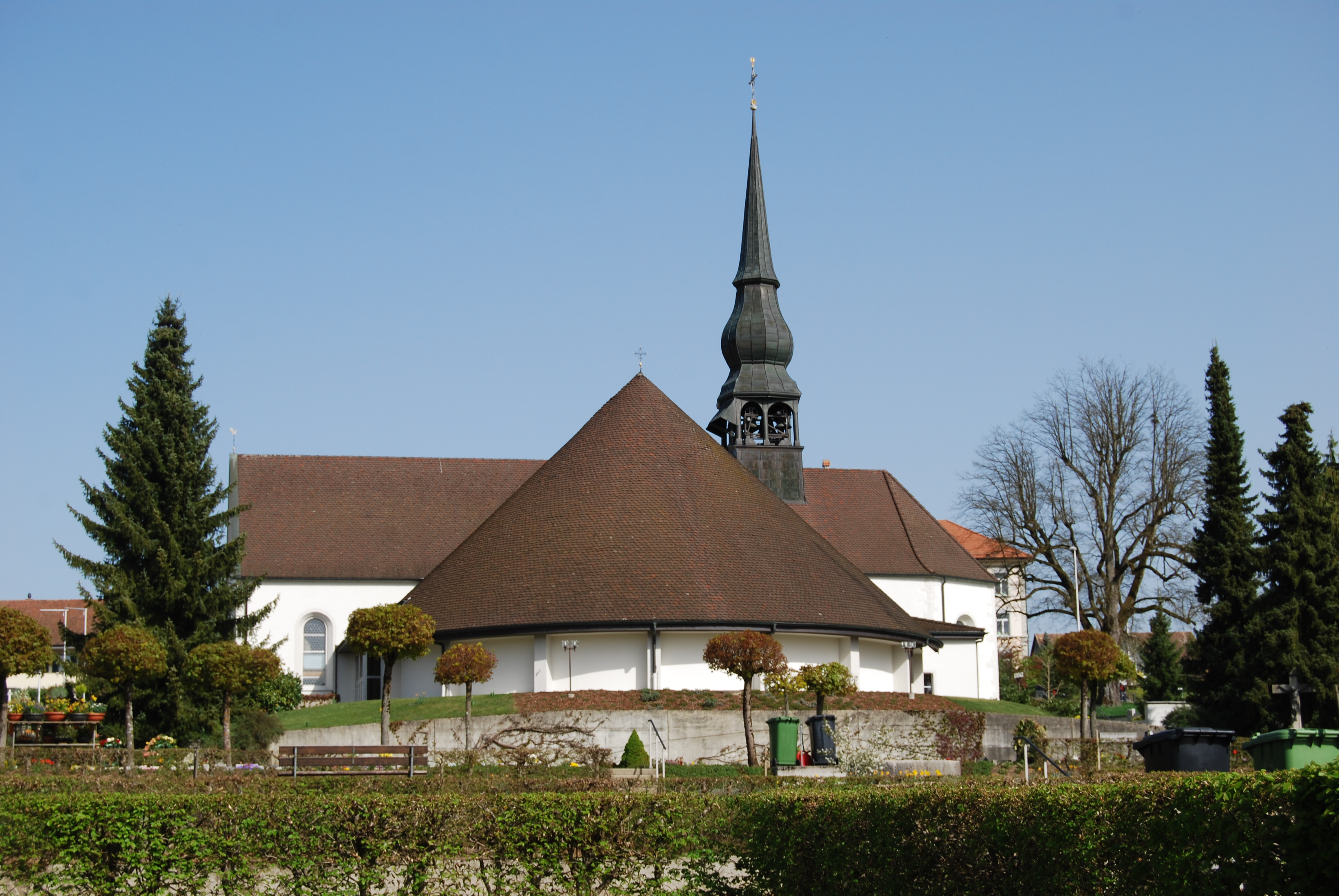
Wolfwil

De gemeente telde 2.272 inwoners op 31 december 2018.